# Fouillouse
Fouillouse ist eine französische Gemeinde im Département Hautes-Alpes in der Region Provence-Alpes-Côte d’Azur. Sie gehört zum Kanton Tallard im Arrondissement Gap. 
Sie grenzt im Nordwesten und im Norden an Sigoyer, im Nordosten an Tallard, im Südosten an La Saulce und im Südwesten an Lardier-et-Valença.

## Bevölkerungsentwicklung
| Jahr      | 1962 | 1968 | 1975 | 1982 | 1990 | 1999 | 2008 | 2017 |
| --------- | ---- | ---- | ---- | ---- | ---- | ---- | ---- | ---- |
| Einwohner | 92   | 87   | 87   | 95   | 124  | 138  | 188  | 243  |

## Sehenswürdigkeiten
- Kirche Saint-Martin aus dem 19. Jahrhundert